# 杉村清子
杉村清子（日语：／ Sugimura Kiyoko，？—），日本女子田径运动员。她曾在印度德里举行的1951年亚洲运动会中获得女子100米、女子4×100米接力和女子跳远三个项目的金牌。